# Sale el sol
Sale el sol es el noveno álbum de estudio de la cantante y compositora colombiana Shakira, lanzado internacionalmente el 19 de octubre de 2010 por Epic Records y Sony Music Latin.
Tras su lanzamiento, Sale el sol recibió la aclamación general de la mayoría de los críticos de música. En el sitio web Metacritic, que asigna una normalización de las clasificaciones sobre 100 de las reseñas de críticos destacados, el álbum recibió un promedio de calificación de 89, basado en cinco críticas, que indica "aclamación universal". Allmusic le otorgó 4.5 de 5 estrellas, mientras que la revista Rolling Stone, 3.5 de 5 estrellas. En España se lanzó una estrategia de promoción mediante Los 40 Principales, permitiendo a los radioyentes escuchar en streaming los temas del nuevo disco una semana antes de su lanzamiento oficial.
El álbum contó con cinco sencillos, de los cuales destacan «Loca» (con versiones en español e inglés), «Sale el sol», «Rabiosa» (también con dos versiones), y «Addicted to You» por lograr altas posiciones en las listas de popularidad alrededor del mundo. El cuarto sencillo, «Antes de las seis», obtuvo un éxito moderado en las listas musicales, y a diferencia de los demás sencillos, su vídeo musical es desprendido del Sale el sol World Tour. Además, Shakira decidió incluir en Sale el sol una remezcla de su éxito global «Waka Waka (Esto es África)», aunque la canción no forma parte del repertorio oficial de sencillos del álbum.
Sale el sol debutó en el número siete en la lista Billboard 200 de los Estados Unidos, convirtiéndose el cuarto debut más alto de Shakira en la tabla. También debutó en el número uno en Top Latin Albums y permaneció en ese lugar durante doce semanas consecutivas. Logró alcanzar el top 10 en Argentina, Austria, Bélgica, Francia, Alemania, Hungría, Italia, México, Polonia, Portugal, Rusia, España y Suiza, entre otros países. Además ha recibido varias certificaciones de disco de oro y disco de platino por altas ventas. Por su parte, logró vender más de 600.000 copias en Estados Unidos (por lo que recibió un disco de diamante), 300 000 copias en Colombia y 500 000 ejemplares en Francia.
El álbum recibió tres nominaciones a los premios Grammy Latinos, incluido «Álbum del año», y ganó el premio a la «Mejor artista femenina álbum pop vocal». Para enero de 2014, Sale el sol había vendido cuatro millones de copias en el mundo.

## Información del álbum
El álbum fue grabado en Londres, Barcelona y República Dominicana. Shakira declaró que el álbum tiene mucha influencia propia de los álbumes Pies descalzos, ¿Dónde están los ladrones? y Oral Fixation. En palabras de la misma Shakira, el disco está dividido en tres partes: una parte muy influenciada por la música latina, otra parte de baladas y la tercera parte serán canciones rock y soft rock. 
Aunque la canción «Waka Waka (Esto es África)» está incluida, inicialmente no formaba parte de la promoción del disco; pero debido al éxito mundial que tuvo la canción (de hecho el tema seguía en los primeros lugares de popularidad cuando se lanzó «Loca»), se incluyó finalmente en la lista de canciones del álbum, pero en su versión K-Mix. 
Además de llamarlo «el mejor disco de su carrera», Shakira dijo: «Estoy muy entusiasmada con el nuevo disco, porque me recuerda diferentes épocas y etapas de mi carrera. Es como una síntesis de todos estos 20 años... Ha sido muy interesante para mi hacer este disco, me he reconectado a mi misma».

En España Sale el sol fue certificado triple de Platino por la IFPI, a modo de acreditación de ventas de 300.000 copias.

Para enero de 2014, Sale el sol había vendido cuatro millones de copias en el mundo. El primer sencillo promocional «Loca» fue lanzado el 1 de septiembre de 2010 por radio, mientras que el vídeoclip fue lanzado el 29 de septiembre de 2010. La versión en español fue lanzada el 9 de octubre, lo que ocasionó que la promoción del álbum comenzara realmente en octubre. Aunque el álbum contó con poca promoción, mejoró los números de su antecesor álbum Loba; incluso en los países anglosajones, a pesar de que Sale el sol es un álbum en su mayoría con canciones en español mientras que Loba era un disco en su mayoría con canciones en inglés.
El álbum da nombre a la quinta gira mundial de Shakira denominada Sale el Sol World Tour donde la artista interpreta cinco de las canciones del álbum: «Sale el sol», «Loca», «Antes de las seis», «Gordita», y «Waka Waka (Esto es África)».
El álbum también incluye la canción «Islands» de The xx, una versión realizada por Shakira a petición de la banda británica. 
En una entrevista con The New York Times, Shakira explicó que: «Todos pasamos por momentos duros. Lo que sucedió está escrito en las canciones. He decidido que no voy a explicar todas las canciones esta vez. Es difícil de explicar una canción. Estas canciones me explican mejor de lo que yo las puedo explicar».[cita requerida]
El álbum Sale el Sol lleva en Billboard más de 100 semanas consecutivas y aún no ha salido de la lista repitiendo por varias semanas el puesto número 1, prueba irrefutable de su gran éxito en el mercado muchísimo mayor que cualquier competencia en el mercado Español. En el año de su lanzamiento el disco tomo parte de más del 40% de ventas totales en discos de habla hispana.

## Música y letra
La canción que da nombre al disco «Sale el sol» y segundo sencillo del mismo, es una canción soft rock que llama al optimismo en tiempos difíciles y, Shakira se la dedicó a su amigo Gustavo Cerati.
«Devoción», con la participación de Cerati en la composición y con sonidos roqueros, expresa la desesperación de la pérdida de amor. La canción fue interpretada en vivo por Shakira desde los Latin Grammys 2011. 
El par de baladas «Antes de las seis» con influencias roqueras y orientales, y «Lo que más» con un toque más acústico, giran alrededor de temas como la nostalgia, el pesar y la soledad. 
El primer sencillo «Loca» cuenta con fusiones de merengue electrificadas y, como indica el título, una mujer loca por un hombre. «Rabiosa» el tercer sencillo, es otra híbrida de merengue electrificado con influencias de bachata y rock, la letra solo se presta a ser pegajosa.
«Gordita» es un híbrido latino-rap con la colaboración de René Pérez de Calle 13. La letra tiene tildes sociales, pícaros, sátiros e incluso morbosos (muy al éstilo de Calle 13).
«Addicted to you» es otra canción merengue, pero en esta ocasión con el sonido "puro", con estribillo en inglés y estrofas en español, su temática es similar a «Loca» pero de una manera más inocente; aún si ser single logró entrar en radiodifusoras de Latinoamérica alcanzando en Ecuador el N.º 1 en la lista de 40 principales y otras emisoras.
«Mariposas» es una canción pop rock, donde colabora Gustavo Cerati en la guitarra, con una letra romántica e incluso infantil.
«Tu boca» es una canción rock con la remarcada guitarra de Cerati, la más estridente y acelerada del disco, con toques sensuales en su composición.

## Promoción

### Sencillos
Los sencillos oficiales de este álbum son: «Loca», «Sale el sol», «Rabiosa», «Antes de las seis» y «Addicted to You». «Waka Waka» no forma parte de la promoción oficial del álbum, se lanzó mucho antes ya que era la canción oficial del mundial 2010. Antes de las seis forma parte del CD/DVD de Shakira Live in Paris, lo cual el sencillo es en directo en Sale el Sol World Tour

#### Loca
«Loca» es el primer sencillo del álbum. Fue lanzado el 1 de septiembre del 2010 por radio y el 29 de septiembre del 2010 en vídeo. Se convierte en uno de los grandes éxitos de la colombiana, siendo número 1 en más de 33 países. 

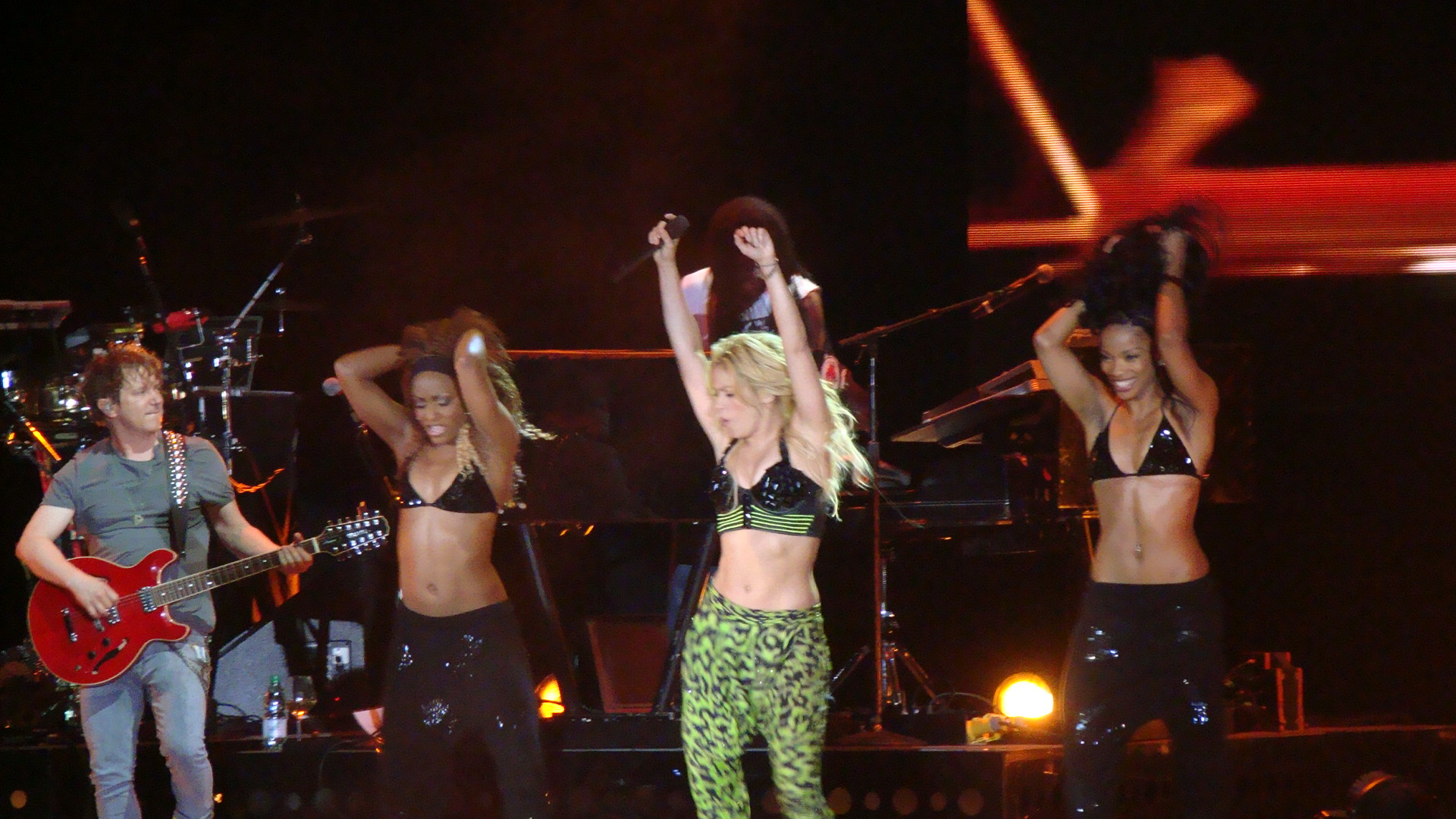
Shakira interpretando «Loca» en el Sale el Sol World Tour.

"Loca" es una adaptación que realizó Shakira de una canción de merengue urbano (Loca Con Su Tíguere) del dominicano Edward Bello, conocido como El Cata, producida por él mismo en el año 2009 para su disco "El Patrón". La nueva versión se basa fundamentalmente en la antigua letra y ritmo, aunque está ligeramente modificada por Shakira, quien también participó en el proceso de producción de la misma.
Shakira viajó a la República Dominicana para la grabación de “Loca”, y también a Barcelona, que trae la fusión de identidades musicales que la caracterizan, mezclando elementos del merengue y techno-percusión, dándole puro ritmo a esta canción. También existe una versión en inglés de la canción que cuenta con la participación del rapero del Reino Unido, Dizzee Rascal.

#### Sale el sol

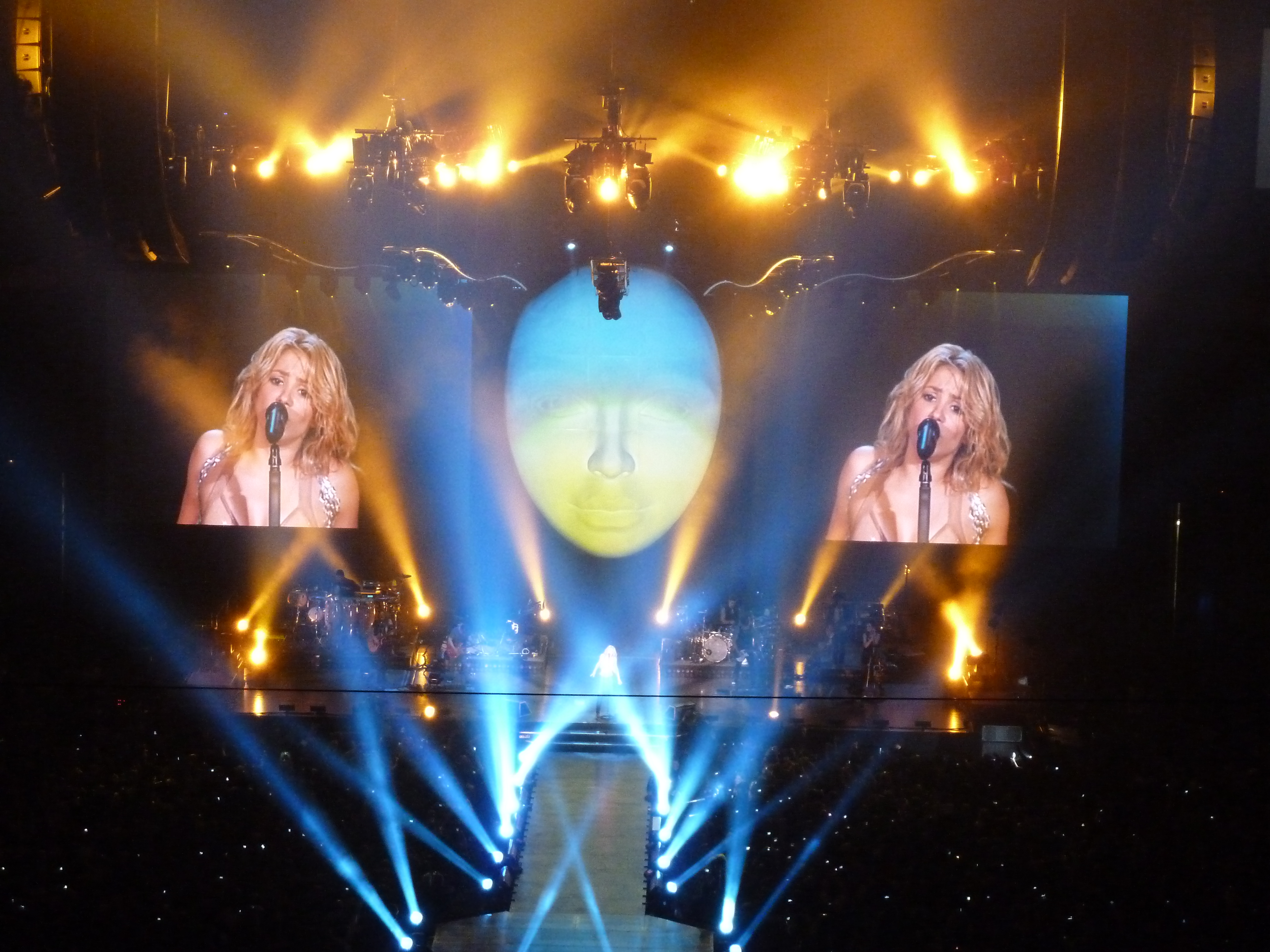
Shakira cantando «Sale el sol» en el Sale el Sol World Tour.

El segundo sencillo es «Sale el sol», tema que da nombre al álbum. El videoclip fue grabado en Barcelona y algunas escenas del mismo, formaron parte del anuncio de Freixenet para la campaña navideña del año 2010. El videoclip se estrenó oficialmente el 3 de febrero de 2011 en la página oficial de Freixenet, junto con el documental "Hagamos que salga el Sol", dirigidos ambos por Jaume de Laiguana.

#### Rabiosa
El 18 de abril de 2011 se estrenó el tercer sencillo oficial del álbum, la canción «Rabiosa» ya ha sido #1 en poco más de 25 países, convirtiéndose en otro de los grandes éxitos internacionales, en menos de 2 semanas de su lanzamiento. Cuenta con la participación de El Cata en la versión en español, y a Pitbull en su versión en inglés. La canción no ha sido interpretada en ningún Concierto del Tour Sale El Sol, ni en televisión u otro tipo de Shows.
La aceptación por parte de los fanes fue inmediata, colocándola en los primeros lugares de popularidad; además se muestra a una Shakira con una melena negra, como en sus inicios y, en la mitad del vídeo, rubia y exótica bailando pole dance. Cuenta también con la participación de David Moreno.

#### Antes de las seis
El 21 de octubre de 2011 se estrenó el cuarto sencillo oficial del álbum, lo que marcó del regreso de Shakira al género balada. El video fue estrenado el 2 de noviembre del 2011 y forma parte de sencillo promocional del DVD de Shakira: En vivo desde París, en el video Shakira se muestra interpretando la canción con un vestido azul acompañada de efecto de nieve en el escenario de París durante su Sale el Sol World Tour.
La canción de debutó en el #40 en los Latin Songs y en el #36 en los Latin Pop Songs. Llegando hasta el momento al #30 en Latin Songs y logrando entrar al Top 10 del Latin Pop Songs, alcanzando el #8; igualando el peak de su antecesora Rabiosa. La canción ha logrado además ser #1 en España y ser Top 5 en el conteo oficial de México.

#### Addicted To You
El 8 de marzo se presentó el quinto sencillo oficial del álbum. Es otra canción merengue, pero en esta ocasión con el sonido "puro", con estribillo en inglés y estrofas en español, su temática es similar a «Loca» pero de una manera más inocente , de esta forma continúa su cronología de sencillos del género Merengue , junto a «Loca» y «Rabiosa». Salió a la venda mediante ITunes el 13 de marzo del 2012. El sencillo cuenta con un videoclip de promoción, el cual fue estrenado el 2 de mayo y dirigido por Antony Mandler. En solo 2 días el sencillo fue 1 en iTunes en 14 países.

## Listas musicales
El álbum debutó en el número 7 en el Billboard 200 con 45.850 copias vendidas en su primera semana, siendo este su cuarto mejor debut en este conteo. La semana siguiente el álbum cayó nueve posiciones al número 16 con ventas de 20.399, el 56 por ciento menos que la semana anterior. El álbum también debutó en el número 1 del Billboard Top Latin álbumes, y se convirtió en su quinto álbum número uno en el conteo y también encabezó casi todos las listas de ventas en América Latina en países como México, Argentina, Perú, Venezuela, Colombia, entre otros.
De acuerdo con Nielsen SoundScan, «Sale el sol» fue el debut más alto de un álbum en español del 2010. Durante la segunda semana, el vicepresidente de marketing para América Latina de Sony Music Fernando Cabral, dijo que más de 50.000 unidades fueron vendidas alcanzando disco de oro en los Estados Unidos. El álbum ha representado el 39% de las ventas de álbumes en español del año según Billboard y se ha mantenido por 12 semanas consecutivas en el primer lugar del Billboard Top Latin álbumes, por otro lado a tan sólo 24 horas de haber sido lanzado en preventa, en iTunes Store México logra posicionarse en número 1, vendiendo 30 000 copias en solo un día.
El álbum debutó en el número 3 en el European Top 100 Albums después de debutar en el n.º 1 en España y Portugal, n.º 2 en Francia, n.º 3 en Austria, n.º 6 en Alemania y n.º 10 en los Países Bajos. A la semana siguiente, el álbum estaba en la misma posición en el European Top 100 Albums después de subir al número 1 en Francia, permaneciendo en la parte superior en Portugal y debutando en el número 3 en Italia. Después de dos semanas en el n.º 3 en la lista de álbumes de Europa, Sale el sol sube un lugar, para pasar a la segunda posición del European Top 100 Albums.
El álbum debutó en el primer puesto en Francia, con ventas de 13.500 copias en su primera semana, llegando a ser su álbum mejor posicionado en el lista. También debutó en el n.º 2 en la lista digital del mismo país con ventas de 2000 unidades. Hasta principios del 2011, el álbum había sido certificado con triple disco de platino por 300.000 unidades vendida en Francia. El álbum también debutó en la posición número 1 en Suiza (Romandie), Portugal, España, Italia y Grecia, donde fue certificado de oro después de vender 30.000 ejemplares en su primera semana; debutó n.º 2 en Suiza, n.º 3 en Austria, Rusia y Polonia, n.º 4 en Hungría, n.º 5 en Eslovenia y Croacia y n.º 6 en Alemania. De acuerdo con su sello, Epic Records, el álbum estableció el récord de ventas de 20.000 copias vendidas en un día en su país natal Colombia donde alcanzó 100.000 ejemplares en su primera semana.
Para lograr una mejor promoción en su ciudad natal Barranquilla, se realizó un acuerdo entre Sony y una emisora local para lanzar a finales de octubre como sencillo la canción «Lo que más», ya que se quería mostrar la parte romántica del álbum para que la gente volviera a escuchar algo similar a sus comienzos.

## Lista de canciones
| N.º | Título                                | Escritor(es)                                                                  | Productor(es)                                                                 | Duración |  |
| 1.  | «Sale el sol»                         | Shakira Mebarak, Luis Fernando Ochoa                                          | Shakira, Ochoa                                                                | 3:21     |  |
| 2.  | «Loca» (con El Cata)                  | Shakira, El Cata, Pitbull                                                     | Ochoa, Josh Abrahan, Oligee                                                   | 3:05     |  |
| 3.  | «Antes de las seis»                   | Shakira, Lester Méndez                                                        | Shakira, Méndez                                                               | 2:56     |  |
| 4.  | «Gordita» (con Residente de Calle 13) | Shakira, Calle 13                                                             | Shakira, Calle 13                                                             | 3:26     |  |
| 5.  | «Addicted To You»                     | Shakira, El Cata, Ochoa, John Hill                                            | Shakira, El Cata, Ochoa, Hill                                                 | 2:28     |  |
| 6.  | «Lo que más»                          | Shakira, Albert Menéndez                                                      | Shakira, Menéndez                                                             | 2:29     |  |
| 7.  | «Mariposas»                           | Shakira, Menéndez                                                             | Shakira, Menéndez                                                             | 3:47     |  |
| 8.  | «Rabiosa» (Con El Cata)               | Shakira, Pitbull, El Cata                                                     | Shakira, Pitbull, El Cata                                                     | 2:52     |  |
| 9.  | «Devoción»                            | Shakira, Gustavo Cerati, Jorge Drexler                                        | Shakira, Hill, S. Endicott, Gustavo Cerati                                    | 3:31     |  |
| 10. | «Islands» (cover de The xx)           | Romy Madley Croft, Oliver Sim, Jamie Smith, B. Qureshi                        | Romy Madley Croft, Oliver Sim, Jamie Smith, B. Qureshi                        | 2:45     |  |
| 11. | «Tu boca»                             | Shakira, Drexler                                                              | Shakira, Cerati, Menéndez, Tim Mitchell                                       | 3:27     |  |
| 12. | «Waka Waka (Esto es África)» (K-Mix)  | Shakira, Hill, Emile Kojide, Eugene Victor Doo Belley, Jean Ze Bella, Drexler | Shakira, Hill, Emile Kojide, Eugene Victor Doo Belley, Jean Ze Bella, Drexler | 3:07     |  |

| Bonus Material |                                            |                                                  |                                                  |          |  |
| N.º            | Título                                     | Escritor(es)                                     | Productor(es)                                    | Duración |  |
| 13.            | «Loca» (con Dizzee Rascal)                 | Shakira, El Cata, Dizzee Rascal, Pitbull         | Shakira, El Cata, Dizzee Rascal, Pitbull         | 3:13     |  |
| 14.            | «Rabiosa» (con Pitbull)                    | Shakira, Pitbull, El Cata                        | Shakira, Pitbull, El Cata                        | 2:52     |  |
| 15.            | «Waka Waka (This Time For Africa)» (K-Mix) | Shakira, Hill, Kojide, Victor, Ze Bella, Drexler | Shakira, Hill, Kojide, Victor, Ze Bella, Drexler | 3:07     |  |

| Bonus Track |                                                  |                                             |               |          |  |
| N.º         | Título                                           | Escritor(es)                                | Productor(es) | Duración |  |
| 16.         | «Waka Waka (Esto es África)» (con Freshlyground) | Shakira, Hill, Freshlyground, Golden Sounds | Shakira, Hill | 3:23     |  |

| Bonus Tracks |                                                        |                                             |                    |          |  |
| N.º          | Título                                                 | Escritor(es)                                | Productor(es)      | Duración |  |
| 16.          | «Give It Up To Me» (con Lil Wayne)                     | Shakira, Lil Wayne                          |                    | 3:02     |  |
| 17.          | «Did it Again» (con Kid Cudi)                          | Shakira, Kid Cudi                           |                    | 3:47     |  |
| 18.          | «Waka Waka (This time for Africa)» (con Freshlyground) | Shakira, Hill, Freshlyground, Golden Sounds | Shakira, John Hill | 3:23     |  |

| Bonus Track |                                                        |                                               |                          |          |  |
| N.º         | Título                                                 | Escritor(es)                                  | Productor(es)            | Duración |  |
| 16.         | «Waka Waka (This Time for Africa)» (con Freshlyground) | Shakira, Hill, Kojidie, Victor, Paul, Drexler | (version FIFA World Cup) |          |  |

| Edición Especial |                                                                                             |                                                                      |                                 |          |  |
| N.º              | Título                                                                                      | Escritor(es)                                                         | Productor(es)                   | Duración |  |
| 16.              | «Gitana»                                                                                    | Shakira, Amanda Ghost, Ian Dench, Drexler, Carl Sturken, Evan Rogers | Ghost, Lukas Burton, Future Cut |          |  |
| 17.              | «Waka Waka (Esto es África) (Sharam Radio Edit) » (con Freshlyground)                       | Drexler, Hill, Kojidie, Ze Belle, Victor                             | Hill                            |          |  |
| 18.              | «Waka Waka (This time for Africa)(Havana Funk Remix) » (con Freshlyground)                  | Hill, Kojidie, Paul, Victor                                          | Shakira, Hill                   |          |  |
| 19.              | «Loca (Freemasons Spanish Club Edit Remix)» (con El Cata)                                   | Edward Bello, Armando Pérez                                          | El Cata, Pitbull                |          |  |
| 20.              | «Loca (Brodicat Beat Beep Remix By Brodicat AKA Brodinski and Mikix the Cat)» (con El Cata) | Bello, Pérez                                                         | El Cata, Pitbull                |          |  |
| 21.              | «Loca (Static Revenger Mix Radio Edit)» (con El Cata)                                       | Bello, Pérez                                                         | El Cata, Pitbull                |          |  |

## Presentaciones
Durante el Sale el Sol World Tour las canciones «Gordita», «Sale el Sol», «Loca», «Antes de las Seis» y «Waka Waka» (en ese orden) fueron parte del repertorio de la mayoría de los conciertos.
- Antes de las Seis fue interpretada adicionalmente durante la entrega de los premios Grammys Latinos y de los 40 Principales. La presentación en vivo de esta canción en París fue utilizada para promocionar su DVD.
- Devoción fue interpretada sorpresivamente y por primera vez en la entrega de los Grammys Latinos y de los 40 Principales.
- Gordita fue la primera canción que se dio a conocer del álbum, siendo interpretada por primera vez en el Rock in Rio Lisboa de 2010, y luego también el Rock in Rio Madrid de ese año, también fue interpretada durante el festival Glastonbury en 2010.
- Loca fue interpretada por primera vez cuando comenzó el Sale el Sol World Tour. Posteriormente fue interpretada en numerosas ocasiones en programas de TV. También fue interpretada durante la entrega de los premios NRJ 2011, de los Grammys Latinos y de los 40 Principales, en enero, noviembre y diciembre de ese año, respectivamente.
- Sale el Sol fue interpretada por primera vez en el Rock in Rio Madrid 2010.

## Historial de lanzamientos
| País           | Fecha                  | Formato              | Disquera                 | Catálogo      |
| -------------- | ---------------------- | -------------------- | ------------------------ | ------------- |
| Canadá         | 19 de octubre de 2010  | CD, Descarga digital | Epic Records             |               |
| Estados Unidos | 19 de octubre de 2010  | CD, Descarga digital | Epic Records             |               |
| Latinoamérica  | 19 de octubre de 2010  | CD, Descarga digital | Sony Music Entertainment | 8869 779784 2 |
| Japón          | 2 de noviembre de 2010 | CD, Descarga digital | Sony Music Japan         |               |

## Posicionamiento en listas

### Semanales
| Alemania          | German Albums Chart           | 6  |
| Argentina         | Argentinian Albums Chart      | 1  |
| Austria           | Austrian Albums Chart         | 3  |
| Bélgica (Flandes) | Belgian Albums Chart          | 8  |
| Bélgica (Valonia) | Belgian Albums Chart          | 1  |
| Canadá            | Canadian Albums Chart         | 11 |
| Croacia           | Croatian Albums Chart         | 1  |
| República Checa   | Czech Albums Chart            | 6  |
| Dinamarca         | Danish Albums Chart           | 27 |
| Eslovenia         | Slovenian Albums Chart        | 4  |
| España            | Spanish Albums Chart          | 1  |
| Estados Unidos    | Billboard 200                 | 7  |
| Estados Unidos    | Top Digital Albums            | 4  |
| Estados Unidos    | Top Latin Albums              | 1  |
| Estados Unidos    | Latin Pop Albums              | 1  |
| Europa            | European Albums Chart         | 2  |
| Finlandia         | Finnish Albums Chart          | 23 |
| Francia           | French Albums Chart           | 1  |
| Grecia            | Greek Albums Chart            | 1  |
| Hungría           | Hungarian Albums Chart        | 4  |
| Italia            | Italian Albums Chart          | 1  |
| México            | Mexican Albums Chart          | 1  |
| Países Bajos      | Dutch Albums Chart            | 10 |
| Polonia           | Poland Albums Chart           | 2  |
| Portugal          | Portuguese Albums Chart       | 1  |
| Rusia             | Russian Albums Chart          | 3  |
| Suecia            | Swedish Albums Chart          | 19 |
| Suiza             | Swiss Albums Chart            | 2  |
| Suiza             | Swiss Albums Chart (Romandie) | 1  |